# レシェク (ラチブシュ公)
レシェク（Leszek raciborski, 1292年頃 - 1336年）は、ラチブシュ公（在位：1306年 - 1336年）、コジュレ公（在位：1334年 - 1336年）。ラチブシュ公プシェミスワフの一人息子、母はマゾフシェ公爵家の一員であるチェルスク公コンラト2世の娘アンナ。

## 生涯
1306年に父が死ぬとラチブシュ公国を相続した。しかしレシェクは相続時には未成年だったため、1308年まで伯父のチェシン公ミェシュコ1世が摂政を務めた。この摂政期間に、ドミニコ会は公国の宮廷から、ヴォジスワフに修道院を建設することを承認され、この修道院が落成を迎えると、教会会議はレシェクがドミニコ会のために便宜を図ったことについて、祈りを以て寿いだ。1327年2月19日、レシェクはシロンスクの他の諸公達と一緒に、オパヴァでボヘミア王ヨハン・フォン・ルクセンブルクに臣従の礼をとった。
1334年、レシェクは従兄のビトム公ヴワディスワフから銀4000本と引き換えにコジュレ公国を買い取り、自領を拡大させた。但し協定により、もしレシェクが息子をもうけずに死ねば、コジュレはビトム公国に返還されることになった。
レシェクは1336年に亡くなり、ラチブシュのドミニコ会修道院に埋葬された。1332年にグウォグフ＝ジャガン公ヘンリク4世の娘アグニェシュカ（1321年頃 - 1362年）と結婚していたが、子供を授かることはなかった。封建上の主君であるボヘミア王ヨハンの独断により（同じくグルヌィ・シロンスクを統治している近縁の男系親族たちが激しく抗議をしたにもかかわらず）、ラチブシュ公国はレシェクのすぐ下の妹アンナの夫である、プシェミスル家のオパヴァ公ミクラーシュ2世に与えられた。コジュレは、レシェクの末の妹エウフェミアに金銭的補償を支払った後で、ビトム公ヴワディスワフが取り戻した。レシェクの死後、未亡人となったアグニェシュカはブジェク公ルドヴィク1世と再婚している。